# Johann Schreck
Johann Schreck, latin:  Terrentius Constantiensis  (Bingen, Baden-Württemberg, 1576 – Peking, 1630. május 11.) német jezsuita polihisztor és misszionárius Kínában.

## Élete
1590-ben kezdi tanulmányát a freiburgi művészeti fakultáson, majd orvostudományt hallgat és közben megtanulja a latint, görög és káld nyelveket, és jogban és a tudományokban is jártas lett. 1600-ban munkatársa lesz François Viète-nek Párizsban, majd a mester halála után 1603-ban tanítványa lesz Galileo Galileinek Pádovában. 1611 november 1-én lépett be a Jézus Társaságába, ami után a latin nyelvű nevét használja.

### Kínai misszió
Nicolò Longobardo Pekingben élő jezsuita többszöri szorgalmazása miatt, – hogy tudósok menjenek Kínába, – az európai jezsuita központ összeállított egy tudós missziót, és a csoporttal együtt ő is 1618 április 17-én elhajózik Lisszabonból Kínába. 1619 július 22-én érkeznek Makaóba. Ott kellett maradnia két évig a kínai üldözések miatt. Ezután csatlakozott Nicolò Longobardhoz és útitársával együtt elkezdték fordítani kínai nyelvre azokat a könyveket, amelyeket Európából hoztak. Whang Zheng volt az akinek diktált, ő készítette a kínai feljegyzéseket. 1629 szeptember 1-én a kínai császár elrendelte a kínai Ming naptár megreformálását. Túlterheltsége miatt tanárához fordul Galileihez, de ő egyik megkeresésére sem válaszol. Ezután megkérte az ingolstadti jezsuiták járjanak el Johannes Keplernél, és ő készségesen megírta a szükséges utasításokat, sőt két nyomtatott kötetet is küldött a Rudolf táblázatból. Schreck már nem tudta befejezni halála miatt, így azt Johann Adam Schall von Bell folytatta, és fejezte be.

## Ábrázolása
Peter Paul Rubens készített rajzot róla